# Новий Мир (Юргамиський район)
Но́вий Мир (рос. Новый Мир) — селище у складі Юргамиського району Курганської області, Росія. Входить до складу Юргамиської селищної ради.
Населення — 1325 осіб (2010, 1401 у 2002).